# یواس‌اس سیکویا (اس‌پی-۴۲۶)
یواس‌اس سیکویا (اس‌پی-۴۲۶) (به انگلیسی: USS Sequoyah (SP-426)) یک کشتی بود که طول آن ۶۰ فوت (۱۸ متر) بود. این کشتی در سال ۱۹۰۷ ساخته شد.